# Декрет об уничтожении сословий и гражданских чинов
Декрет об уничтожении сословий и гражданских чинов — декрет, утверждённый Центральным Исполнительным Комитетом Советов рабочих и солдатских депутатов в заседании 10 (23) ноября 1917 года и одобренный Советом Народных Комиссаров 11 (24) ноября 1917 года. Опубликован 12 (25) ноября 1917 года в Газете Временного Рабочего и Крестьянского правительства и Известиях, 8 (21) декабря 1917 года — в Собрании узаконений и распоряжений Рабочего и Крестьянского правительства. Декрет содержал положение (ст. 7) о вступлении в силу «со дня его опубликования».
Декрет имел целью упразднить сословия и сословные правовые инструменты — звания, титулы и гражданские чины Российской империи на территории Советской России, ввести юридическое равенство всех граждан нового государства.

## История
До Октябрьской революции в Российской империи существовал институт подданства, который закреплял правовое неравенство подданных, во многих чертах сложившееся в феодальную эпоху Средневековья.
Подданные Российской империи к 1917 году подразделялись на несколько разрядов (сословий) с особым правовым статусом:
- природные подданные:
  1. дворяне:
    1. потомственные
    2. личные;

  2. духовные лица (делились по вероисповеданиям);
  3. городские обыватели:
    1. почётные граждане,
    2. купцы,
    3. мещане
    4. цеховые;

  4. сельские обыватели;
- инородцы (евреи и восточные народы);
- финляндские обыватели.

С принадлежностью к той или иной категории подданных имперское законодательство связывало весьма существенные различия в правах и обязанностях. Например, четыре группы природных подданных делились на лиц податного и неподатного состояния. Лица неподатного состояния (дворяне и почётные граждане) пользовались свободой передвижения и получали бессрочные паспорта для проживания на всей территории Российской империи; лица податного состояния (мещане и крестьяне) такими правами не обладали. Принадлежность к сословию передавалась по наследству, переход из одного сословия в другое был достаточно затруднён.
Декрет содержал следующие основные положения. 

1. Все существовавшие доныне в России сословия и сословные деления граждан, сословные привилегии и ограничения, сословные организации и учреждения, а равно и все гражданские чины упраздняются.
2. Всякие звания (дворянина, купца, мещанина, крестьянина и пр., титулы — княжеские, графские и пр.) и наименование гражданских чинов (тайные, статские и проч. советники) уничтожаются и устанавливается одно общее для всего населения России наименование — граждан Российской Республики.
Согласно ст. 3 декрета имущество дворянских сословных учреждений, купеческих и мещанских обществ было передано в распоряжение соответствующих земских и городских самоуправлений.

## Характеристика и значение
«Декрет об уничтожении сословий и гражданских чинов» упразднил сословия и сословные правовые инструменты — звания, титулы и гражданские чины Российской империи на территории Советской России, а также ввёл понятие российского гражданства. Например, на его основе 5 апреля 1918 года ВЦИК принял Декрет «О приобретении прав российского гражданства», который давал возможность иностранцу, проживающему в пределах Российской Социалистической Федеративной Советской Республики, стать российским гражданином.
Декрет повлиял на всё последующее законодательство РСФСР и СССР о гражданстве.

### Россия
- Дворянство
- Табель о рангах

### Франция
- Третье сословие

### Древнеримское государство
- Социальные классы в Древнем Риме
- Патриции
- Плебеи

### Постримская Европа
- Патриции

### Средние века
- Патрициат